# توریجا، کوچوو
توریجا، کوچوو (به لاتین: Turija (Kučevo)}} یک منطقهٔ مسکونی در صربستان است که در Kučevo واقع شده‌است.

## خصوصیات
توریجا ۵۹۹ نفر جمعیت دارد.